# 타호프구

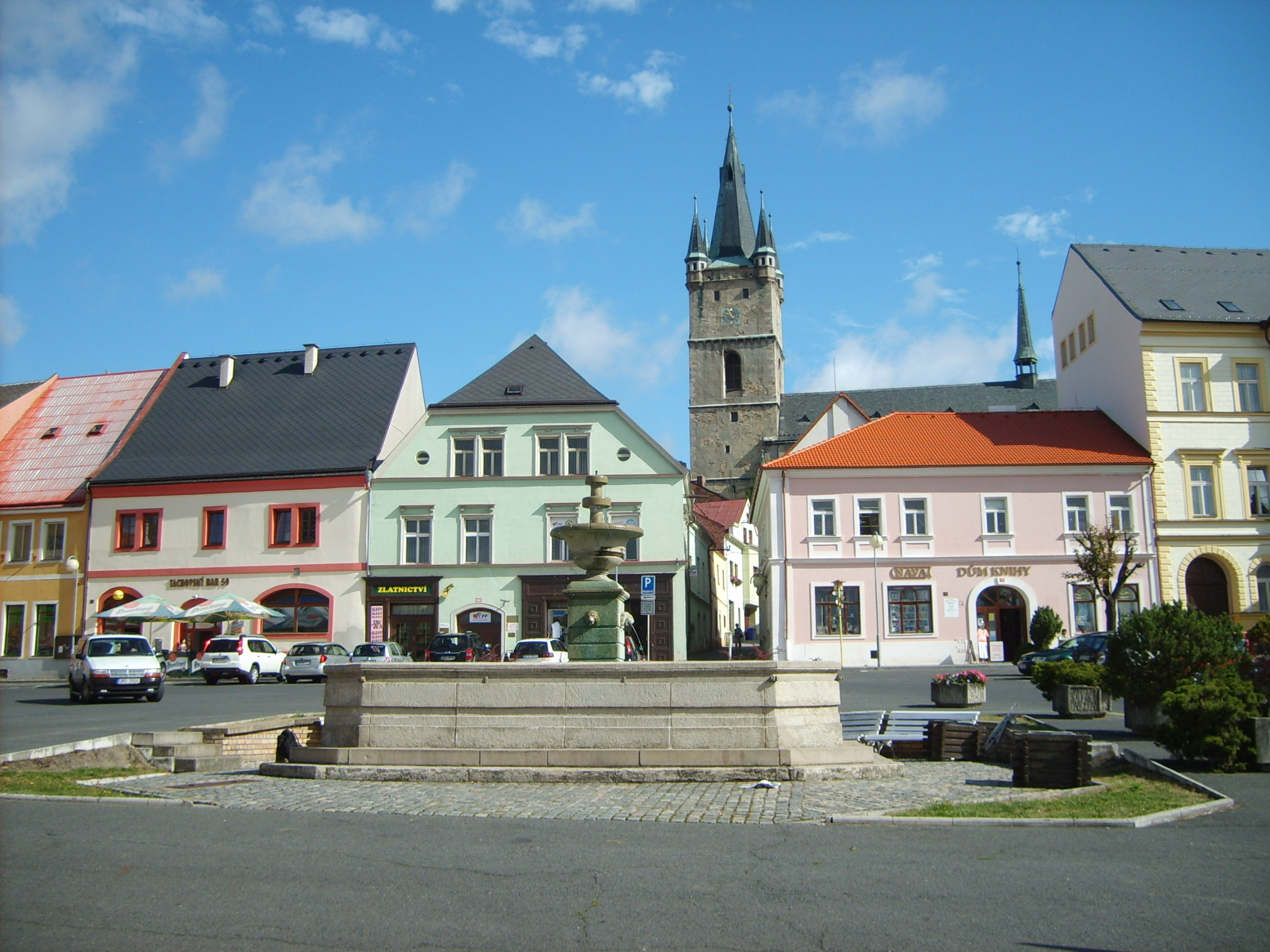
타호프구의 행정 중심지인 타호프

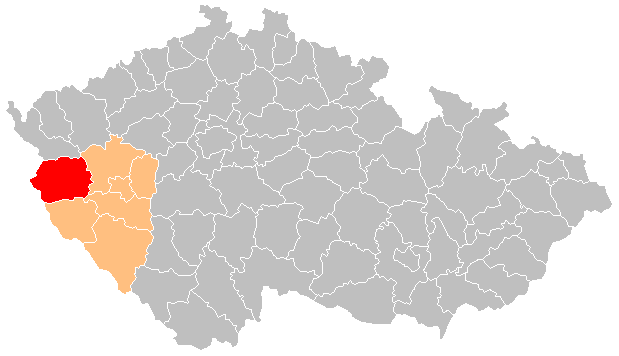
타호프구의 위치

타호프구(체코어: Okres Tachov)는 체코 플젠주를 구성하는 7개 구 가운데 하나로 행정 중심지는 타호프이며 면적은 1,378.68km2, 인구는 53,587명(2019년 1월 1일 기준), 인구 밀도는 39명/km2이다.
플젠주 서부에 위치하며 51개 지방 자치체(10개 시, 41개 마을)를 관할한다. 플젠주 북플젠구, 남플젠구, 도마줄리체구, 카를로비바리주 헤프구와 접하며 서쪽으로는 독일과 국경을 접한다.